# لبيوت
لِبْيُوت (الاسم العلمي: Lepiota)، جنس فطور كاملة التركيب من فصيلة الغاريقونية. تضم حوالي 400 نوع معترف به حاليًا ونتنشر في جميع أنحاء العالم. الكثير من أنواعها سامة وبعضها قاتل.

## معرض صور

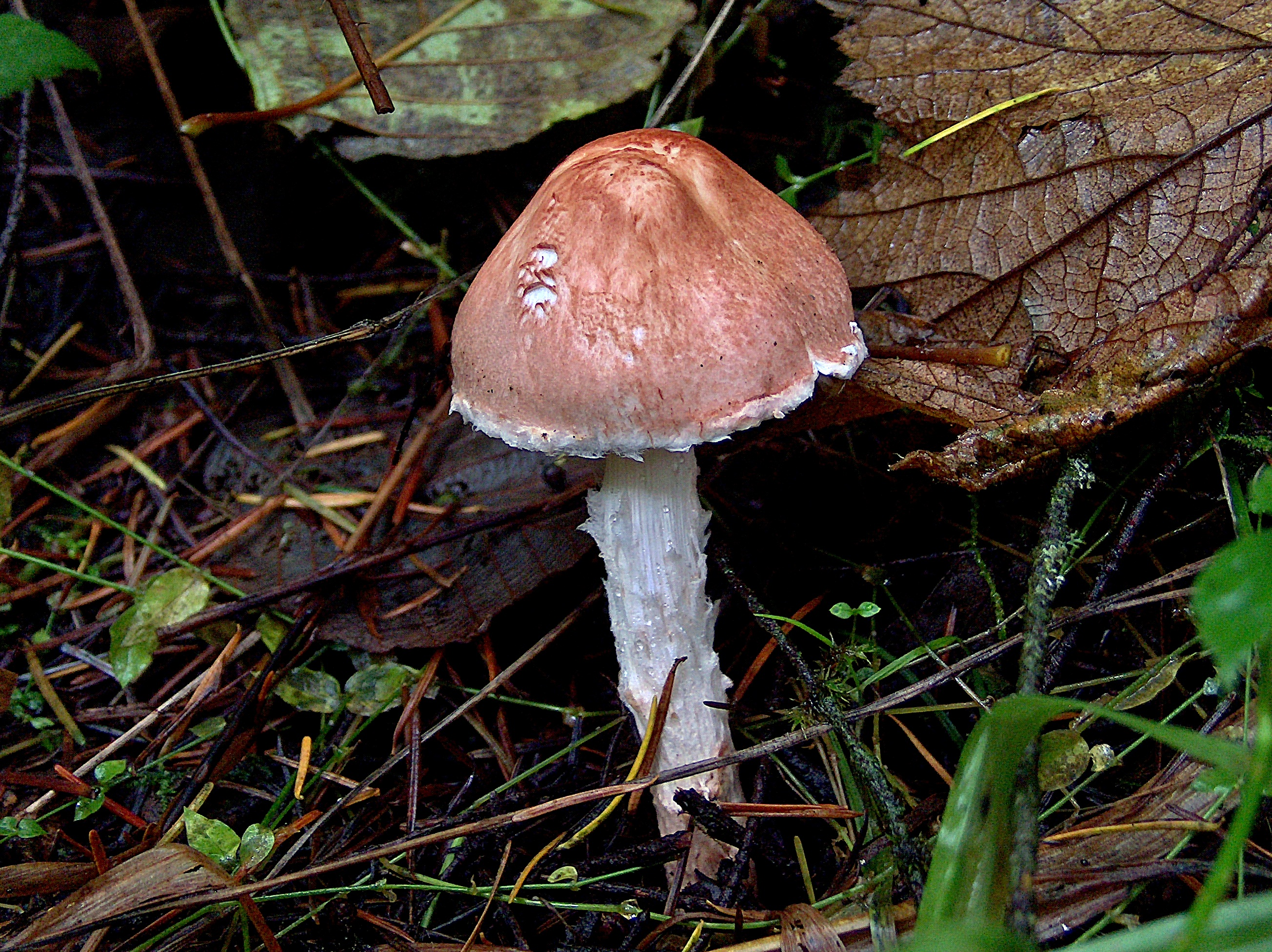
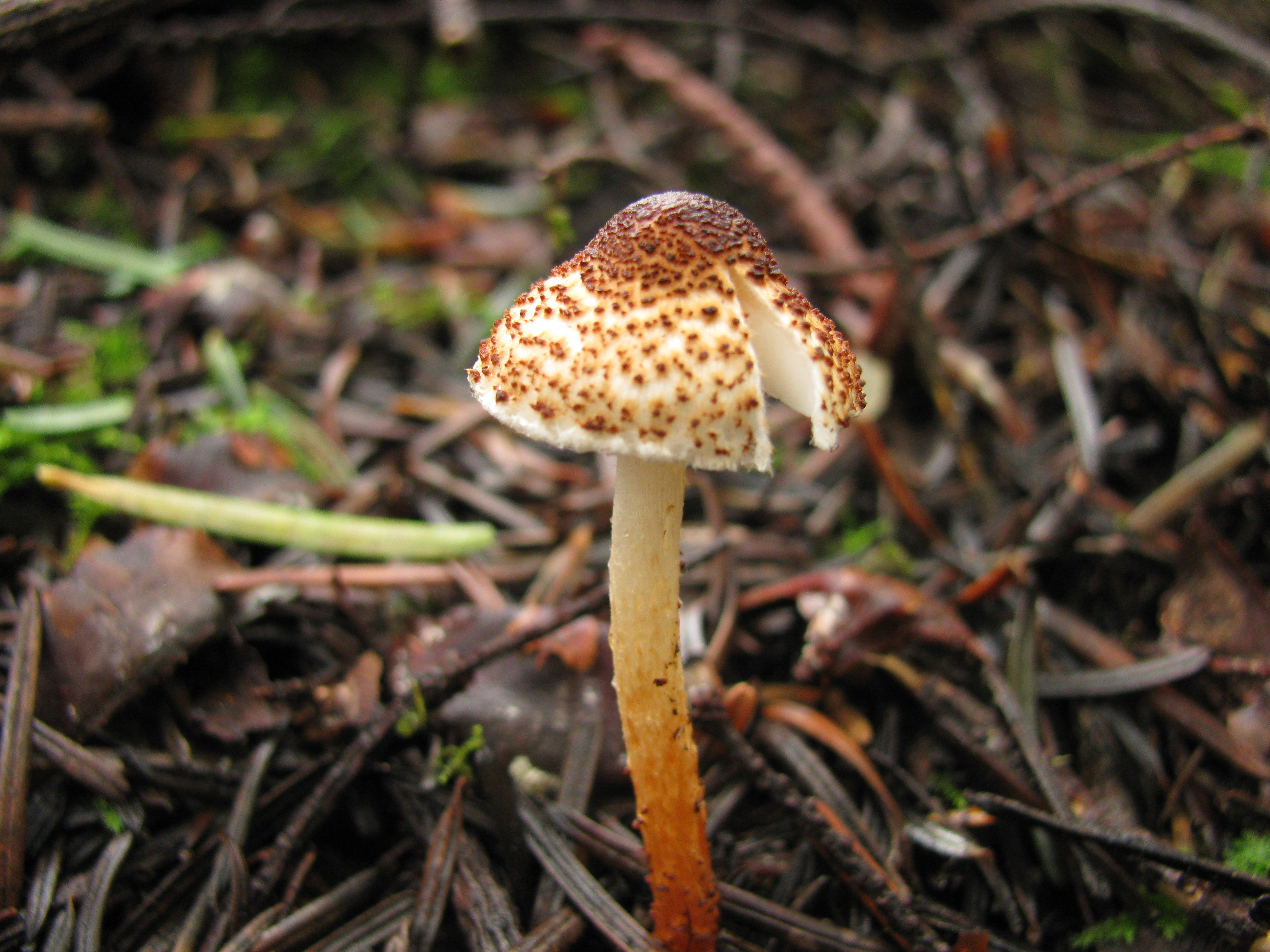
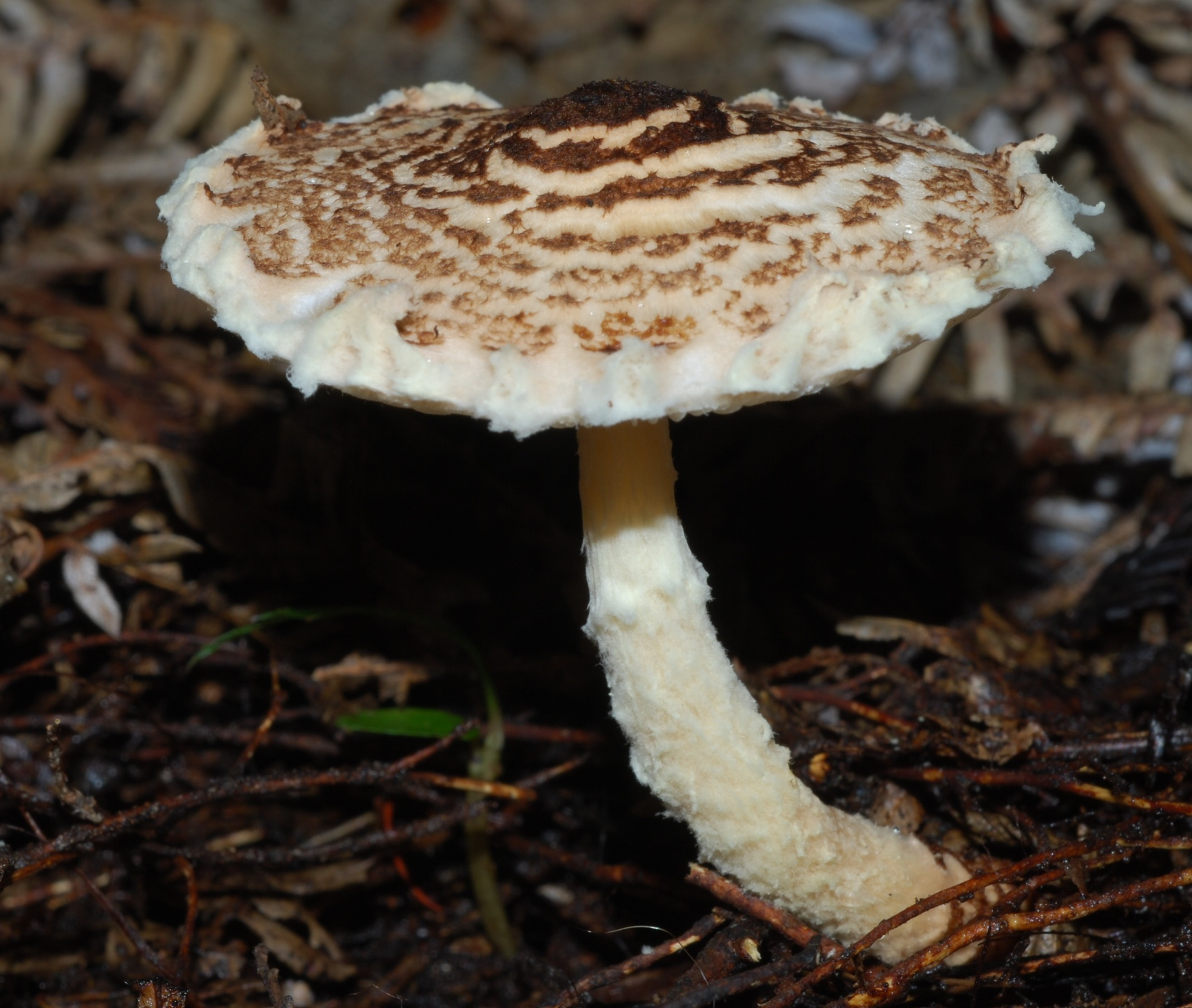
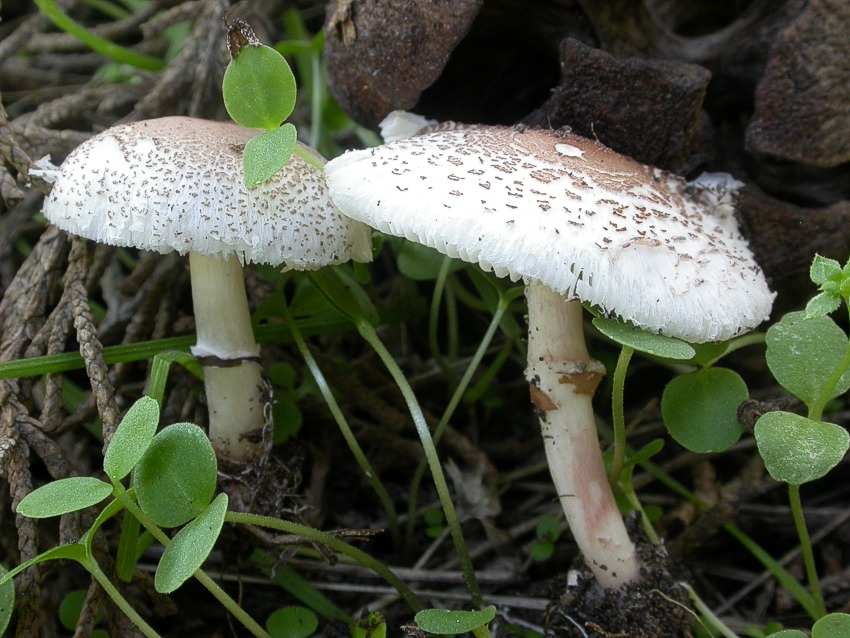
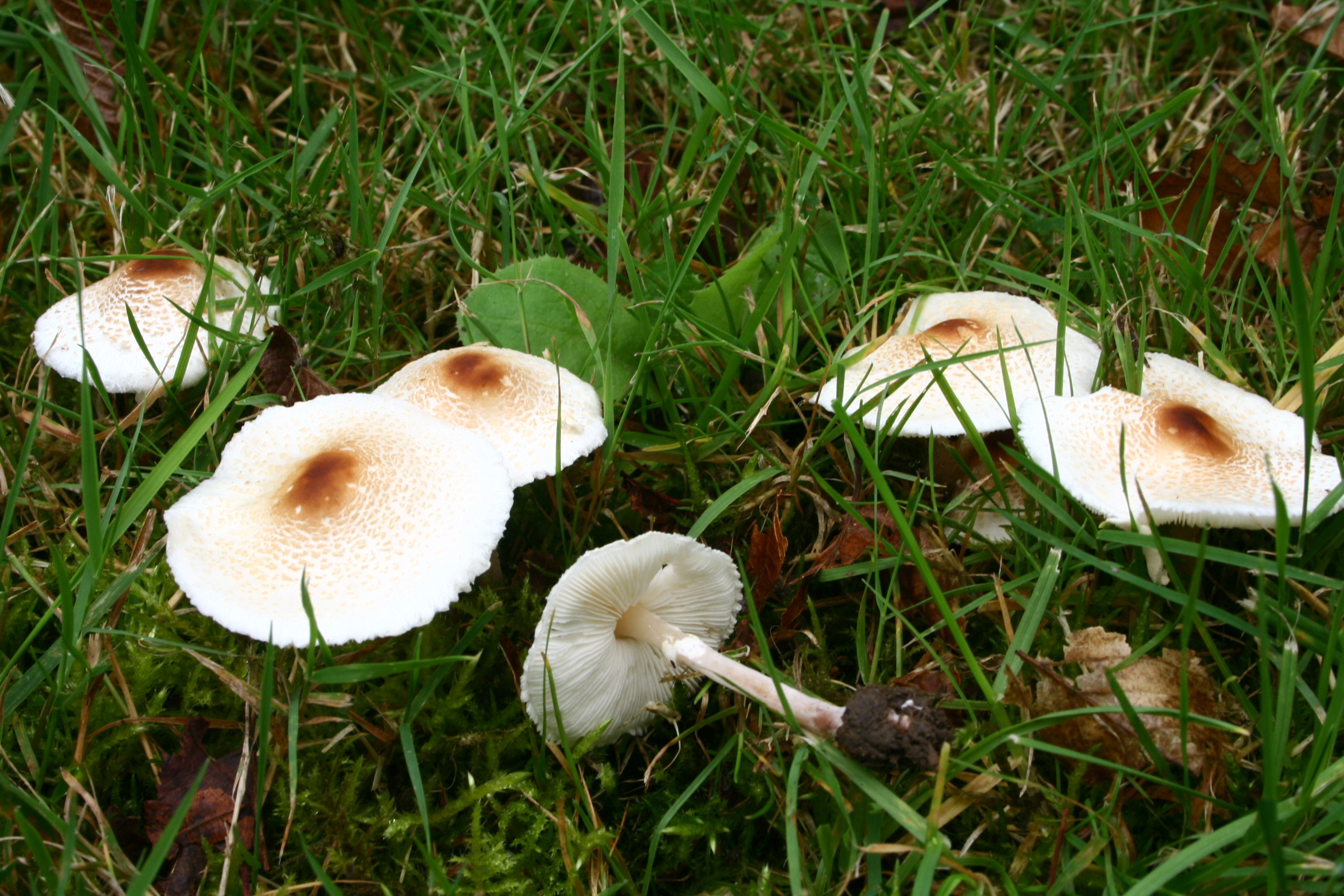